# かいこの王国
かいこの王国（かいこのおうこく）は、群馬県藤岡市の有限会社丸エイ食品が製造販売するチョコレート菓子のシリーズ。カイコをリアルに再現した見た目が「富岡製糸場と絹産業遺産群」が世界遺産に登録された時期と重なって評判となり全国的なヒット商品となった。同菓子を中心に扱う同社の直営店の名称でもある。

## 概要
和菓子を中心に製造販売していた有限会社丸エイ食品が2007年（平成19年）に近代化遺産として世界遺産の暫定リストに入っていた「富岡製糸場と絹産業遺産群」の正式登録を祈願してカイコをモチーフにした洋菓子の商品開発に着手。グミでも試作品を作ったが触感も含めてあまりにリアルすぎたため断念。最終的にチョコレートで商品化することになり約1年間の開発期間をかけて2013年（平成25年）1月に第1弾として「かいこの王国　お蚕様（おこさま）チョコレート」が発売された。その後第2弾「かいこの王国　かいこの一生チョコレート」第3弾「かいこの王国　まゆこの夢」を発売してシリーズが完結。シリーズ完結を記念して「お蚕様ストラップ」も発売された。
2014年（平成26年）に「富岡製糸場と絹産業遺産群」が世界遺産に登録されると「かいこの王国」シリーズは新しい群馬県土産として注目を集めて全国的なヒット商品となった。「かいこの王国　お蚕様チョコレート」は2013年度（平成25年度）グッドデザインぐんまに選定。「かいこの王国　かいこの一生チョコレート」は2015年度（平成27年度）グッドデザインぐんまに選定。「かいこの王国　お蚕様チョコレート」「かいこの王国　かいこの一生チョコレート」「かいこの王国　まゆこの夢」は2016・2017年度（平成28・29年度）群馬県優良県産品に選定。

## 主な製品

### チョコレート菓子
- 「かいこの王国　お蚕様チョコレート」
かいこの王国シリーズ第1弾[2][11]。桑の葉に載ったカイコをチョコレートでリアルに再現[3][12]。カイコはホワイトチョコレートで作られてクランキーやクランベリーを練り込んで斑点まで再現[3][12][6]。実際の桑の葉のパウダーで着色した抹茶チョコレートでできた桑の葉の上に乗っている[12][2][6]。ココアバターやコーンフレークを配合してサクサクとした食感となっている[4][6]。群馬県から2013年度（平成25年度）グッドデザインぐんまと2016・2017年度（平成28・29年度）群馬県優良県産品に選定[7][6][10]。
- 「かいこの王国　かいこの一生チョコレート」
かいこの王国シリーズ第2弾[2][11]。「かいこの王国　お蚕様チョコレート」に繭になったものと成虫（カイコガ）になったものの3種類の詰め合わせ[12][3][9]。繭は甘い香りのホワイトチョコレートに食感の異なる2種類のパフを配合してサクサクとした食感になっている[12][3]。カイコガはホワイトチョコレートでできており、枯れ木をイメージしたビターチョコのチョコクランチの上に乗っている[12][3]。群馬県から2015年度（平成27年度）グッドデザインぐんまと2016・2017年度（平成28・29年度）群馬県優良県産品に選定[8][9][10]。
- 「かいこの王国　まゆこの夢チョコレート」
かいこの王国シリーズ第3弾[2]。「かいこの王国　かいこの一生チョコレート」のうちの繭になったもののみのバージョン[2]。2016・2017年度（平成28・29年度）群馬県優良県産品に選定[10]。

### ストラップ
- 「お蚕様ストラップ」
かいこの王国シリーズ完結を記念して発売された「かいこの王国　お蚕様チョコレート」の約半分の大きさのストラップ[2][11]。

## 店舗
かいこの王国シリーズを中心に扱う有限会社丸エイ食品の直営店の名称も「かいこの王国」である。
- 「かいこの王国　富岡城町店」（2014年（平成26年）オープン）[5]
住所：群馬県富岡市富岡44-2[5]
TEL:080-8863-3337[5]
- 「かいこの王国　富岡上町店」（2015年（平成27年）オープン）[5]
住所：群馬県富岡市富岡1072-1[5]
TEL:090-7237-3337[5]